# Life is Strange: Before the Storm
Life is Strange: Before the Storm – epizodyczna komputerowa gra przygodowa, wyprodukowana przez Deck Nine i wydana przez Square Enix na platformy Microsoft Windows, PlayStation 4 oraz Xbox One. Akcja gry umiejscowiona została kilka lat przed wydarzeniami przedstawionymi w Life is Strange – głównymi bohaterkami opowieści są Chloe Price oraz Rachel Amber.
Gra składa się z trzech odcinków, z których premiera pierwszego, zatytułowanego Awake, odbyła się 31 sierpnia 2017. 6 marca 2018 roku ukazał się dodatkowy odcinek Farewell, w którym gracz wciela się w Maxine Caulfield, główną bohaterkę Life is Strange.

## Fabuła
Szesnastoletnia Chloe Price zakrada się na koncert odbywający się w starym tartaku, gdzie wdaje się w konflikt z dwoma mężczyznami, zostaje jednak uratowana przez koleżankę ze szkoły, Rachel Amber. Następnego dnia dziewczyny spotykają się w Blackwell Academy i postanawiają pójść na wagary. Docierają do punktu widokowego za ich miasteczkiem, Arcadia Bay. Oglądając ludzi przez lornetkę, zauważają mężczyznę całującego się z kobietą, co denerwuje Rachel. Niedługo później trafiają na złomowisko, gdzie Chloe próbuje dowiedzieć się od dziewczyny, co jest powodem nagłej zmiany nastroju, Rachel jednak odmawia odpowiedzi i odchodzi, każąc Chloe zostawić ją w spokoju. Jakiś czas później Chloe znajduje Rachel pod dębem, pod którym widzieli całującą się parę. Rachel wyjaśnia, że mężczyzną był jej ojciec, James, a kobieta, z którą się całował, nie była jej matką. W złości pali w koszu na śmieci rodzinne zdjęcie, a następnie przewraca kosz, co prowadzi do ogromnego pożaru lasu.
Nazajutrz obie dziewczyny zostają wezwane do gabinetu dyrektora, co kończy się wyrzuceniem Chloe ze szkoły albo zawieszeniem jej do końca semestru. Dziewczyna ukrywa się na złomowisku, gdzie znajduje starego pick-upa i próbuje go naprawić. W międzyczasie kontaktuje się z nią jej dealer, Frank Bowers, chcący spotkać się z nią w sprawie uregulowania długów. Dziewczyna zgadza się spłacić należność poprzez kradzież pieniędzy od kapitana szkolnej drużyny futbolowej, handlującego narkotykami dla szefa Franka, Damona Merricka, i winnego mu sporą sumę. Wieczorem Chloe udaje się spotkać z Rachel, grającą główną rolę w szkolnym spektaklu na podstawie Burzy Williama Shakespeare’a. Ponieważ uczennica grająca Ariel nie może dotrzeć na czas ze względu na szalejący pożar lasu, Chloe – za namową Rachel – niechętnie zgadza się ją zastąpić. Po przedstawieniu dziewczyny postanawiają uciec z Arcadia Bay pick-upem znalezionym na złomowisku. Po drodze zatrzymują się w domu Rachel, żeby się spakować, zostają jednak nakryte przez rodziców dziewczyny. Podczas kolacji dochodzi do konfrontacji, w trakcie której James wyznaje, że kobieta, z którą się całował, jest biologiczną matką Rachel.
James wyjaśnia Rachel, że Sera, jej biologiczna matka, jest narkomanką, a w dniu, kiedy widziała, jak się całują, odrzucał jej prośbę o spotkanie z córką. Chloe obiecuje Rachel odnaleźć Serę, wbrew naleganiom Jamesa. W tym celu kontaktuje się z Frankiem, który zgadza się spotkać z nią na złomowisku. Na miejscu pojawia się również Rachel, a niedługo później Frank w towarzystwie Damona. Kiedy ten dowiaduje się, że Rachel jest córką prokuratora okręgowego, dźga ją nożem. Frank atakuje Damona, umożliwiając Chloe ucieczkę i odwiezienie Rachel do szpitala. Prosi Chloe, żeby spróbowała znaleźć informacje o miejscu pobytu Sery w gabinecie jej ojca. Na miejscu dziewczyna dowiaduje się, że James utrzymywał kontakt z Damonem i, wykorzystując telefon prokuratora, próbuje przekonać dealera do ujawnienia, gdzie przebywa Sera. Po zniszczeniu dowodów wskazujących na winę Damona, ten ostatecznie ujawnia, że przetrzymuje ją dla okupu w tartaku. Chloe udaje się na miejsce, gdzie dowiaduje się, że pieniądze przeznaczone są nie na okup, ale jako zapłata od Jamesa za zabicie Sery. Damon atakuje Chloe, ale zostaje uratowana przez Franka, który zabija napastnika. Sera prosi dziewczynę, żeby nie mówiła Rachel, czego się dowiedziała, bo bardziej od niej potrzebuje idealnego, kochającego ojca. Po powrocie do szpitala Chloe staje przed wyborem: wyznać przyjaciółce prawdę, albo zataić ją przed nią.

### Odcinek dodatkowy
W dodatkowym odcinku Farewell, trzynastoletnia Max Caulfield stara się powiedzieć Chloe, że za kilka dni jej rodzina przeprowadza się do Seattle. Dziewczyny znajdują kasetę, którą nagrały bawiąc się w piratów jako ośmiolatki i, korzystając z pozostawionych przez siebie wskazówek, postanawiają znaleźć skarb, który ukryły przed laty. Po odnalezieniu go okazuje się nim być „kapsuła czasu”. Max może ostatecznie wyznać Chloe prawdę o swoim wyjeździe, którą ta już zna, bo podsłuchała ją od swoich rodziców, albo nie mówić nic. Chwilę później do domu wraca Joyce, matka Chloe, z wiadomością o śmierci ojca dziewczyny. Kilka dni później Max i jej rodzice uczestniczą w pogrzebie, natychmiast po nim wyjeżdżając do Seattle. Po powrocie do domu, pogrążona w żałobie Chloe znajduje w swoim pokoju kasetę z wiadomością od Max.

## Rozgrywka
W Life is Strange: Before the Storm gracz obserwuje wydarzenia z perspektywy trzeciej osoby, sprawując kontrolę nad szesnastoletnią Chloe Price. W przeciwieństwie do Max, głównej bohaterki poprzedniej gry, Chloe nie dysponuje mocą cofania czasu. Zamiast tego w Before the Storm wprowadzona została mechanika „pyskówek” (ang. backtalk), w które dziewczyna może wdawać się w określonych sytuacjach. Domyślnie służą one osiągnięciu jakiegoś niedającego się osiągnąć inaczej celu, jednak niepomyślne ich ukończenie może pogorszyć sytuację. Pojawiające się od czasu do czasu decyzje tymczasowo albo na stałe wpływają na fabułę, w tym na zakończenie. Z częścią środowiska gry można wchodzić w interakcję, np. poprzez malowanie graffiti.

## Produkcja
Square Enix zdecydowało się powierzyć produkcję prequela Life is Strange studiu Deck Nine po tym, jak zrobiło ono wrażenie na wydawcy za sprawą swojego narzędzia StoryForge. Produkcja Before the Storm rozpoczęła się w 2016 roku we współpracy ze Square Enix London Studios, mającym doświadczenie z silnikiem Unity. Rhianna DeVries, pierwotnie odpowiedzialna za motion capture Chloe, ostatecznie użyczyła głosu postaci, podczas gdy Ashly Burch, użyczająca Chloe głosu w pierwszej części, pełniła funkcję konsultantki ds. scenariusza. Burch odmówiła ponownego użyczenia głosu postaci w związku z trwającym strajkiem aktorów głosowych. Po zakończeniu strajku, Burch i Hannah Telle, podkładająca głos Max Caulfield, powróciły, żeby nagrać dialogi do dodatkowego odcinka. Według Kylie Brown użyczającej głosu Rachel Amber (w pierwszych wersjach występującej pod nazwą „Rebecca”), gra wielokrotnie zmieniała tytuł.
Muzyka napisana i wykonana została przez brytyjski indiefolkowy zespół Daughter i wydana jako ścieżka dźwiękowa 1 września 2017 roku przez wydawnictwo Glassnote Records. W celu oddania różnych stron głównej bohaterki, użyto różnych instrumentów – pianina oznaczającego wyobcowanie, gitary elektrycznej symbolizującej bunt i wokaliz symbolizujących przyjaźń. Tworząc muzykę, członkowie Daughter inspirowali się scenariuszem oraz grafikami koncepcyjnymi. Scenarzyści, chcąc lepiej oddać proces żałoby Chloe po zmarłym ojcu, sięgnęli po pomoc psychologów. Scenariusz gry, napisany przez Zaka Garrissa i zespół scenarzystów, liczył około 1500 stron. Pierwszy szkic dodatkowego odcinka rozpoczął się od stworzenia jego zakończenia, do którego „dobudowywano” fabułę.
Przed oficjalną zapowiedzią gry, w Internecie pojawiły się przecieki i grafiki sugerujące, że trwają prace nad prequelem Life is Strange. Before the Storm oficjalnie zapowiedziano 11 czerwca 2017 roku podczas targów Electronic Entertainment Expo, ujawniając ilość odcinków i platformy docelowe. Gra ukazała się również w wydaniu Deluxe Edition, zawierający dodatkowy odcinek Farewell, w którym grywalną postacią jest Max Caulfield z oryginalnej gry, dodatkowe stroje dla Chloe oraz tryb „składanki”, pozwalający stworzyć własną playlistę z utworów dostępnych w grze. Premiera dodatkowego odcinka miała miejsce 6 marca 2018 roku, kiedy do sklepów trafiły również pudełkowe wydania Limited Edition i Vinyl Edition, zawierające artbook i ścieżkę dźwiękową z gry. Do zamówień przedpremierowych wydania pudełkowego dodawane były również figurki Chloe i Rachel. Studio Feral Interactive, odpowiedzialne za wydanie Life is Strange na systemy operacyjne Linux i macOS, pracuje również nad portem Before the Storm.

## Odbiór
| Gra                        | GameRankings                           | Metacritic                             |
| -------------------------- | -------------------------------------- | -------------------------------------- |
| Episode 1: Awake           | 80,40% (PC) 79,16% (PS4) 78,00% (XONE) | 80/100 (PC) 78/100 (PS4) 79/100 (XONE) |
| Episode 2: Brave New World | 76,67% (PC) 80,50% (PS4) 77,50% (XONE) | 76/100 (PC) 79/100 (PS4) 76/100 (XONE) |
| Episode 3: Hell is Empty   | 69,33% (PC) 76,57% (PS4) 80,00% (XONE) | 75/100 (PC) 77/100 (PS4) 81/100 (XONE) |
| Bonus Episode: Farewell    | 73,33% (PC) 81,43% (PS4)               | 80/100 (PS4)                           |

Po zakończeniu targów Electronic Entertainment Expo 2017, Before the Storm otrzymało nagrodę Best of E3 przyznawaną przez portal GamesRadar i nominację dla najlepszej gry przygodowej od magazynu „Hardcore Gamer”. Podczas targów Gamescom w tym samym roku nominowana była jako najlepsza symulacja i najlepsza gra familijna. Po premierze Before the Storm spotkało się z ogólnie pozytywnym przyjęciem recenzentów w wersji na komputery osobiste i „mieszanym albo przeciętnym” w wersji na konsolę PlayStation 4. Krytycy chwalili postacie, tematykę i historię, krytykowali jednak dziury fabularne, relację pomiędzy głównymi bohaterkami i wpływ decyzji podejmowanych przez gracza na zakończenie gry.
Pierwszy odcinek, Awake, chwalony był przez krytyków przede wszystkim za przedstawienie postaci Chloe i Rachel. Według Jeremy’ego Peeplesa z „Hardcore Gamer”, przedstawienie Chloe było „ujmujące”, a jej osobowość przedstawiona wielowymiarowo. Sam Loveridge z GamesRadar stwierdził, że ze względu na bardziej „przyziemne” dialogi, autentyczniejszą postacią jego zdaniem była Rachel. Według gazety „Metro”, Chloe – mimo tego, że początkowo była „do znudzenia bojowniczą sobą” – stała się bardziej ludzką postacią dzięki wprowadzeniu wątku rozpaczy po śmierci ojca. Kimberley Wallace z „Game Informer” stwierdziła, że młodsza Chloe, jako „bardziej naiwna i delikatna”, stała się postacią, której można współczuć. Relacja, jaka nawiązała się pomiędzy bohaterkami, została jednak uznana za rozwijającą się „nienaturalnie szybko”. Peeplesowi i Loveridge’owi spodobała się mechanika „pyskówek”, podczas gdy „Metro” i Wallace nie wyrazili nią zainteresowania.
Recenzując drugi odcinek, Brave New World, recenzent „Metra” chwalił sposób, w jaki wybory oddziałują na historię postaci, podczas gdy Ozzie Mejia z portalu Shacknews zwróciłą uwagę na to, jak „szczera dojrzałość” Chloe kontrastuje z jej „wolnym duchem”. Joe Juba z „Game Informer” uznał, że dalsze zrozumienie postaci jest „jej najsilniejszą stroną”. Podobnie jak Wallace, uznał jednak, że sposób, w jaki Chloe i Rachel się zaprzyjaźniły, jest „wymuszony”. Według Bretta Makedonskiego z portalu Destructoid, w odcinku znakomicie udało się nakreślić ekspozycję postaci. Wielu recenzentów zwracało uwagę na scenę, w której Chloe i Rachel występują w szkolnej adaptacji Burzy. Recenzent „Metra” uznał ją za najlepszy moment odcinka, Mejia za „jeden z najzabawniejszych” w Before the Storm, z kolei Juba uznał ją za kulminację wcześniejszych wydarzeń. „Metro” skrytykowało scenariusz jako „nierówny”, jak również voice acting. Mejia stwierdził, że zakończenie jest „nieco przerysowane” i mogło zostać zrealizowane lepiej, był jednak pod wrażeniem „pyskówek”.
Redaktor „Metra” i Peeples stwierdzili, że odcinek trzeci – Hell is Empty był najbardziej wzruszający w całej grze. Scenariusz uznano za autentyczny i szczery. Wallace zauważyła, że rozbudowywał on postacie drugoplanowe, z kolei Makedonski skrytykował fakt, że mało ważna postać, której w poprzednich odcinkach nie przedstawiono zbyt dobrze, nagle stała się głównym antagonistą. Chociaż w recenzji „Metra” zauważono niespójności w dialogach i grze głosem, według Peeplesa pomiędzy aktorami głosowymi była „niezwykła chemia”. „Metro” uznało relację łączącą Rachel i Chloe za „najmniej przekonujący” aspekt gry, Wallace uznała, że „wzruszające chwile” pomiędzy nimi były najlepszą częścią odcinka, z kolei Makedonski stwierdził, że „ich zmagania, wzajemny eskapizm i poświęcenia” są więcej niż wystarczające. Recenzenci byli stosunkowo zgodni odnośnie do zakończenia odcinka – Wallace uznała je za „wciągające i zadowalające”, z kolei „Metro” za „równie wstrząsające jak te z pierwszej gry”.
W 2017 roku Life if Strange: Before the Storm nominowane było do The Game Awards w kategorii „gry zaangażowane”. Kylie Brown otrzymała nominacje do Golden Joystick Awards w kategoriach „najlepszy dźwięk” i „najlepszy występ”. Gra zdobyła Adventure Game of the Year Awards magazynu „Game Informer” za najlepszą ścieżkę dźwiękową i najbardziej wzruszający moment (występ Chloe i Rachel w Burzy), podczas gdy w głosowaniu czytelników zwyciężyła jako najlepsza gra przygodowa. Eurogamer umieścił ją na 16. miejscu zestawienia 50 najlepszych gier komputerowych 2017 roku. Podczas SXSW Gaming Awards 2018 nominowana była do Matthew Crump Cultural Innovation Award, z kolei podczas 14. gali rozdania British Academy Games Awards w kategorii „więcej niż rozrywka”. National Academy of Video Game Trade Reviewers przyznała Before the Storm nagrodę za najlepszy dobór piosenek; gra nominowana była również w kategorii „scenariusz w grze dramatycznej” i „gra przygodowa”. Podczas rozdania nagród Webby Awards 2018 publiczność nagrodziła grę w kategorii „najlepszy scenariusz”, a nominowana była również w kategoriach „służba społeczna i aktywizm” oraz „gra strategiczna lub symulacyjna”. Gremium przyznające Games for Change Awards uznało Before the Storm za grę roku i grę najbardziej oddziałującą na graczy, podczas gdy otrzymała również nominację za najlepszą rozgrywkę.